# 森比姆 (伊利諾伊州)
森比姆（英語：Sunbeam）是位於美國伊利諾伊州默瑟縣的一個非建制地區。該地的面積和人口皆未知。

## 地理
森比姆的座標為41°07′38″N 90°44′06″W / 41.12722°N 90.73500°W，而該地的平均海拔高度為205米（即673英尺）。